# Abolin Rock
Der Abolin Rock (englisch; russisch Скала Аболина Skala Abolina, norwegisch Abolinknausen) ist ein großer Felsvorsprung im ostantarktischen Königin-Maud-Land. Er ragt etwa 1,5 Kilometer nördlich der Vindegga in der Liebknecht-Kette des zum Wohlthatmassiv gehörenden Alexander-von-Humboldt-Gebirges auf.
Entdeckt und verzeichnet wurde er anhand von Luftaufnahmen der Deutschen Antarktischen Expedition (1938–1939) unter der Leitung Alfred Ritschers. Die Dritte Norwegische Antarktisexpedition (1956–1960) nahm eine erste photogrammetrische Vermessung vor, die von der Sechsten Sowjetischen Antarktisexpedition (1960–1962) wiederholt wurde. Benannt ist der Felsen nach Robert Iwanowitsch Abolin (1886–1939), einem lettischen beziehungsweise sowjetischen Botaniker. Das Advisory Committee on Antarctic Names übertrug die russische Benennung 1970 ins Englische.